# Pirga mnemosyne
Pirga mnemosyne is een vlinder uit de familie spinneruilen (Erebidae), onderfamilie donsvlinders (Lymantriinae). De wetenschappelijke naam van deze soort is voor het eerst geldig gepubliceerd in 1914 door Rebel.
De soort komt voor in tropisch Afrika.